# Miloud Rebiaï
Miloud Rebiaï (sinh ngày 12 tháng 12 năm 1993, ở Tlemcen) là một cầu thủ bóng đá người Algérie thi đấu cho ES Sétif ở Giải bóng đá hạng nhất quốc gia Algérie và Đội tuyển bóng đá U-23 quốc gia Algérie. Anh chủ yếu thi đấu ở vị trí hậu vệ phải.
Ngày 24 tháng 3 năm 2012, Rebiaï ra mắt cho WA Tlemcen, vào sân từ ghế dự bị trong trận đấu tại giải vô địch trước MC Saïda.